# L'ull del cel
L'ull del cel (títol original en anglès, That Eye, the Sky) és una pel·lícula australiana del 1994 dirigida per John Ruane. El seu guió està basat en la novel·la homònima de Tim Winton publicada el 1986. Ha estat doblada al català.

## Argument
Segueix el jove Morton 'Ort' Flack, mentre lluita per fer front a la vida en un petit poble de camp després que el seu pare quedi paralitzat en un greu accident de cotxe. Després de l'accident del seu pare, Ort es veu obligat a fer un pas i convertir-se en l'adult d'una llar cada cop més complicada. La situació es torna encara més complicada amb la introducció del misteriós Henry Warburton, una figura dubtosa que diu que ha vingut a ajudar. La història explora el tema de la coming-of-age i el complicat paper que juga la religió a la vida rural australiana.

## Repartiment
- Peter Coyote... Henry Warburton
- Lisa Harrow... Alice Flack
- Amanda Douge... Tegwyn Flack
- Mark Fairall .... Sam Flack
- Alethea McGrath ... Grammar Flack
- Jamie Croft ... Morton 'Ort' Flack
- Louise Siversen ... Mrs. Cherry
- Jim Daly ... Lawrence Wingham

## Producció
Ruane va dir més tard:
| « | Crec que l'error que vaig cometre amb L'ull del cel és no tenir-hi més humor, perquè el llibre tenia molt d'humor. Però, malauradament, amb la novel·la escrita en primera persona, gran part de l'humor prové del nen que interpreta els fets i les situacions en què es troba i que observa. Així que som part del seu sentit de l'humor a través dels seus pensaments interiors. Quan t'allunyes d'això, has d'aconseguir un enfocament ortodox en tercera persona. M'agradaria que tinguéssim més humor. | » |

La pel·lícula va ser realitzada per l'empresa de Fred Schepisi que més tard va afirmar que la pel·lícula era dolenta:
| « | Perquè el director no sabia què estava fent ni de quin costat estava. Has de prendre part. Va fer una exploració. Una exploració està bé, però ho has de fer des d'un punt de vista. | » |

L'actor Peter Coyote va dir:
| « | L'ull del cel va ser magistralment convertit en una pel·lícula realment encantadora pel director, però el productor els va abandonar durant l'edició final, cosa que va provocar que un hack d'estudi se'n va fer càrrec, va retallar 40 minuts i la va fer és completament impenetrable. Ells van culpar el director. | » |